# ورخنی بوزان
ورخنی بوزان (به لاتین: Verkhny Buzan) یک منطقهٔ مسکونی در روسیه است که در استان آستراخان واقع شده‌است.